# ديبي غودارد
ديبي غودارد (بالإنجليزية: Debbie Goddard)‏ هي ناشِطة أمريكية، ولدت في 16 أبريل 1980 في فيلادلفيا في الولايات المتحدة.

## وصلات خارجية
- الموقع الرسمي